# Kia Stevens
Kia Michelle Stevens, ps. Kharma (ur. 4 września 1977 w Carson) – amerykańska wrestlerka, występująca w World Wrestling Entertainment, w brandzie RAW. Zaliczyła debiut na gali PPV Extreme Rules, gdzie po walce Loser Leaves WWE pomiędzy Laylą a Michelle McCool. Na pierwszym Raw po Extreme Rules jej ofiarą stała się Maryse, a na Smackdown Alicia Fox, która po jej ataku doznała kontuzji. Wcześniej występowała w TNA jako Awesome Kong a w 2015 roku powróciła do tej federacji.

## Osiągnięcia
All Japan Women’s Pro-Wrestling
- WWWA World Heavyweight Championship (1 raz)
- WWWA World Tag Team Championship (1 raz) – z Aja Kong
- Japan Grand Prix (2003)

AWA Superstars of Wrestling
- AWA Superstars World Women’s Championship (1 raz)

Cauliflower Alley Club
- Women’s Wrestling (Active) Award (2011)

ChickFight
- ChickFight IX

GAEA Japan
- AAAW Tag Team Championship (1 raz) – z Aja Kong

HUSTLE
- Hustle Super Tag Team Championship (1 raz) – z Erika

Ladies Legend Pro Wrestling
- LLPW Tag Team Championship (1 raz) – z Aja Kong

NWA Midwest
- NWA World Women’s Championship (1 raz)

NEO Ladies Pro Wrestling
- NEO Tag Team Championship (2 razy) – z Matsuo Haruka, i Kyoko Kimura

Pro Wrestling Illustrated
- PWI sklasyfikowało ją na 1. miejscu z 50. najlepszych wrestlerek roku 2008
- PWI Woman of the Year (2008)

Pro Wrestling World-1
- World-1 Women’s Championship (1 raz)

Total Nonstop Action Wrestling
- TNA Women's Knockout Championship (2 razy)
- TNA Knockout Tag Team Championship (1 raz) – z Hamada